# Spheciospongia massa
Spheciospongia massa är en svampdjursart som först beskrevs av Ridley och Arthur Dendy 1886.  Spheciospongia massa ingår i släktet Spheciospongia och familjen borrsvampar. Inga underarter finns listade i Catalogue of Life.